# جو هينسون
جو هينسون (بالإنجليزية: Joe Henson)‏ هو فلاح ومقدم تلفزيوني بريطاني، ولد في 16 أكتوبر 1932 في لندن في المملكة المتحدة، وتوفي في 5 أكتوبر 2015.